# Maylis de Kerangal
Maylis de Kerangal (Toulon, 16 de junio de 1967) es una escritora francesa.

## Biografía
Pasó su infancia en Le Havre y estudió historia y filosofía en Ruan y París. Trabajó en Éditions Gallimard (sección infantil y juvenil, de 1991 a 1996) y después continuó su formación en ciencias sociales en Estados Unidos.
Escribió su primera novela en 2000 y desde entonces se dedica plenamente a la escritura. Una de sus obras más conocidas es Naissance d'un pont (2010), finalista del Premio Goncourt, ganadora del Premio Médicis, y traducida a otros idiomas.
En 2014 recibió el premio de literatura Henri-Galo de la Academia francesa por el conjunto de su obra. Su novela Réparer les vivants recibió el Premio Wellcome 2017.

## Obra

### Novela
- Je marche sous un ciel de traîne, París, Éditions Verticales, 2000, 222 p. ISBN 9782843350641
- La Vie voyageuse, París, Éditions Verticales, 2003, 240 p. ISBN 978-2843351617
- Ni fleurs ni couronnes, París, Éditions Verticales, 2006, 135 p. ISBN 9782070777204
- Dans les rápides, París, Éditions Naïve, 2007, 111 p. ISBN 978-2350210865
- Corniche Kennedy, París, Éditions Verticales, 2008, 177 p. ISBN 9782070122196
- Naissance d'un pont, París, Éditions Verticales, 2010, 320 p. ISBN 978-2070130504 – Premio Médicis 2010 y Premio Franz Hessel 2010 (publicado en castellano con el título Nacimiento de un puente)
- Tangente vers l'est, París, Éditions Verticales, 2012, 134 p. ISBN 9782070136742 – Premio Landerneau 2012
- Réparer les vivants, Éditions Verticales, 2013, 281 p. ISBN 9782070144136 – Grand prix RTL-Lire 2014; Premio France Culture/Télérama 2014; Premio Orange du Livre 2014. Traducida al catalán por Jordi Martín Lloret y publicada por Angle Editorial en febrero de 2015 con el título Reparar els vius. En castellano, la publica Anagrama y la traduce Javier Albiñana. El 2 de julio de 2015 obtiene el premio Libreter 2015 en la categoría de "Otras literaturas".[7]
- À ce stade de la nuit, Paris, Éditions Guérin, 2014, 80 p. ISBN 978-2-35221-098-6

### Álbumes infantiles
- Éditions Hélium. Nina et les oreillers, 2011, p. 28. ISBN 9782358510462